# قلعة يانكي

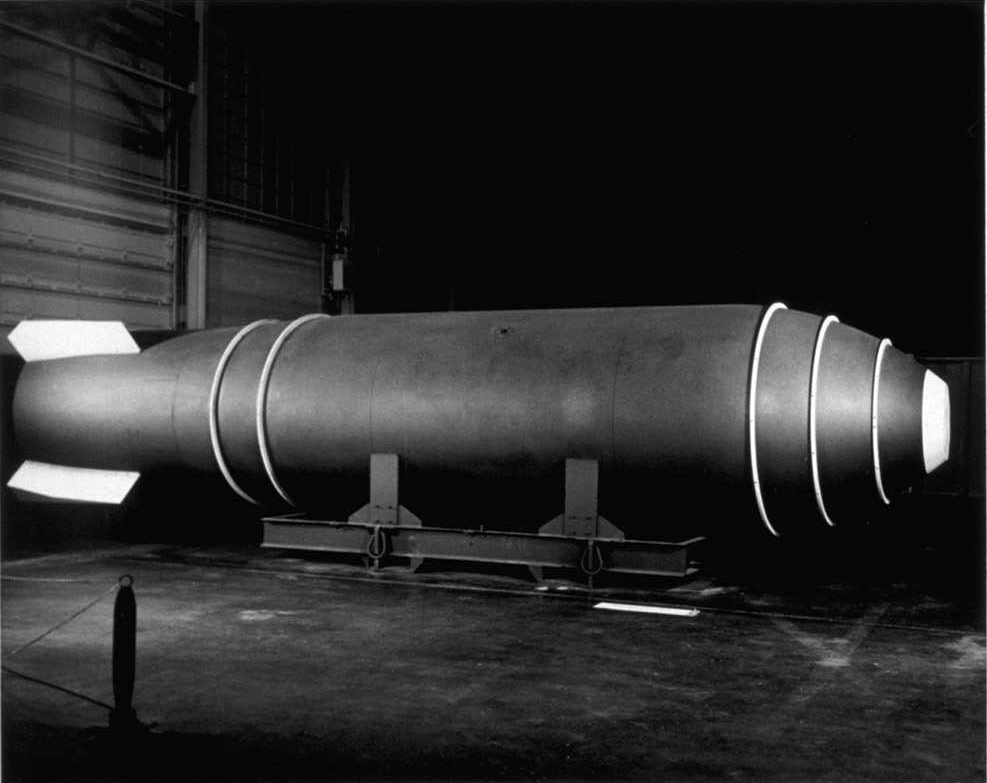
قنبلة مارك 17

قلعة يانكي هو الاسم الرمزي الذي أُعطي لأحد الاختبارات في سلسلة عملية القلعة من الاختبارات الأمريكية للقنابل النووية الحرارية. تم تفجيرها في 5 مايو 1954 في بيكيني أتول. وأصدرت طاقة تعادل 13.5 ميغاطن من مادة تي إن تي وهي ثاني أكبر إنتاج على الإطلاق في اختبار سلاح الانصهار الأمريكي.